# Olympische Winterspiele 2018/Teilnehmer (Israel)
| Gelbes Symbol für Goldmedaillen mit stilisierten Olympischen Ringen | Graues Symbol für Silbermedaillen mit stilisierten Olympischen Ringen | Braundes Symbol für Bronzemedaillen mit stilisierten Olympischen Ringen |
| ------------------------------------------------------------------- | --------------------------------------------------------------------- | ----------------------------------------------------------------------- |
| —                                                                   | —                                                                     | —                                                                       |

Israel nahm an den Olympischen Winterspielen 2018 in Pyeongchang mit zehn Athleten in vier Disziplinen teil, davon sieben Männer und drei Frauen. Fahnenträger bei der Eröffnungsfeier war Oleksij Bytschenko.

## Teilnehmer nach Sportarten

### Eiskunstlauf
| Name                                                                                                   | Wettbewerb | Kurzprogramm/-tanz | Kurzprogramm/-tanz | Kür/Kürtanz        | Kür/Kürtanz        | Gesamt | Gesamt |
| Name                                                                                                   | Wettbewerb | Punkte             | Rang               | Punkte             | Rang               | Punkte | Rang   |
| --- | ---------- | ------------------ | ------------------ | ------------------ | ------------------ | ------ | ------ |
| Männer                                                                                                 |            |                    |                    |                    |                    |        |        |
| Oleksij Bytschenko                                                                                     | Einzel     | 84,13              | 13                 | 172,88             | 9                  | 257,01 | 11     |
| Daniel Samohin                                                                                         | Einzel     | 80,69              | 18                 | 170,75             | 11                 | 251,44 | 13     |
| Mixed                                                                                                  |            |                    |                    |                    |                    |        |        |
| Adel Tankova Ronald Zilberberg                                                                         | Eistanz    | 46,66              | 24                 | Kür nicht erreicht | Kür nicht erreicht | 46,66  | 24     |
| Paige Conners Evgeni Krasnopolski                                                                      | Paarlauf   | 60,35              | 19                 | Kür nicht erreicht | Kür nicht erreicht | 60,35  | 19     |
| Oleksij Bytschenko Aimee Buchanan Paige Conners & Evgeni Krasnopolski Adel Tankova & Ronald Zilberberg | Mannschaft | 13                 | 8                  | Kür nicht erreicht | Kür nicht erreicht | 13     | 8      |

### Shorttrack
| Athlet            | Wettbewerb | Vorlauf  | Vorlauf | Viertelfinale | Viertelfinale | Halbfinale    | Halbfinale    | Finale        | Finale        | Rang          |
| Athlet            | Wettbewerb | Zeit     | Rang    | Zeit          | Rang          | Zeit          | Rang          | Zeit          | Rang          | Rang          |
| ----------------- | ---------- | -------- | ------- | ------------- | ------------- | ------------- | ------------- | ------------- | ------------- | ------------- |
| Männer            |            |          |         |               |               |               |               |               |               |               |
| Vladislav Bykanov | 500 m      | 47,177 s | 4       | ausgeschieden | ausgeschieden | ausgeschieden | ausgeschieden | ausgeschieden | ausgeschieden | 26            |
| Vladislav Bykanov | 1000 m     | DSQ      | DSQ     | ausgeschieden | ausgeschieden | ausgeschieden | ausgeschieden | ausgeschieden | ausgeschieden | ausgeschieden |
| Vladislav Bykanov | 1500 m     | DSQ      | DSQ     | −             | −             | ausgeschieden | ausgeschieden | ausgeschieden | ausgeschieden | ausgeschieden |

### Skeleton
| Athlet       | Lauf 1  | Lauf 1 | Lauf 2  | Lauf 2 | Lauf 3  | Lauf 3 | Lauf 4        | Lauf 4        | Gesamt      | Gesamt |
| Athlet       | Zeit    | Rang   | Zeit    | Rang   | Zeit    | Rang   | Zeit          | Rang          | Zeit        | Rang   |
| ------------ | ------- | ------ | ------- | ------ | ------- | ------ | ------------- | ------------- | ----------- | ------ |
| Männer       |         |        |         |        |         |        |               |               |             |        |
| Adam Edelman | 52,48 s | 28     | 52,43 s | 28     | 52,35 s | 28     | ausgeschieden | ausgeschieden | 2:37,26 min | 28     |

### Ski Alpin
| Name         | Wettbewerb   | 1. Lauf     | 2. Lauf       | Gesamt        | Gesamt        |
| Name         | Wettbewerb   | Zeit        | Zeit          | Zeit          | Rang          |
| ------------ | ------------ | ----------- | ------------- | ------------- | ------------- |
| Männer       |              |             |               |               |               |
| Itamar Biran | Riesenslalom | 1:17,52 min | 1:16,19 min   | 2:33,71 min   | 49            |
| Itamar Biran | Slalom       | DNF         | ausgeschieden | ausgeschieden | ausgeschieden |